# Eelderwolderpolder
De Eelderwolderpolder is een voormalig interprovinciaal waterschap in de provincies Groningen en Drenthe.
Het schap werd in 1914 door de beide provincies opgericht. De gronden van de Polder van Bakker en de Polder van H. Sluiter die beide al in 1895 waren ontbonden, kwamen daardoor in het waterschap te liggen. Het schap lag ten zuiden van Groningen tussen het Hoornsediep en de Drentse Omgelegde Eelderdiep.
Het schap had tussen 1915 en een bemalingsovereenkomst met het waterschap de Verbetering. Van 1917 tot 1951 ontving het ook water van de Drentse waterschappen Oosterland en Lappenvoort.
Waterstaatkundig gezien ligt het gebied sinds 1995 binnen dat van het waterschap Noorderzijlvest.